# Commission électorale tibétaine
La Commission électorale tibétaine (en anglais : Tibetan Election Commission, tibétain : དབུས་འོས་བསྡུ་ལས་ཁང, Wylie : dbus 'os bsdu las khang) est une institution autonome tibétaine au sein du gouvernement tibétain en exil mise en place selon la Charte des Tibétains en exil pour faciliter la démocratisation complète des Tibétains en exil. Elle est chargée d'organiser les élections tibétaines.
Fondée en 1960, elle est mentionnée dans la Constitution du Tibet de 1963, et son fonctionnement est stipulé dans la Charte des Tibétains en exil de 1991.
Les travaux des membres, dont Sonam Norbu Dagpo, de la Commission électorale tibétaine permirent aux Élections législatives tibétaines de 1991 de se tenir en février 1991, où 32 880 Tibétains ont élu 43 députés.
Gonshar Dorjee Damdul est le commissaire électoral en chef du 24 avril 1991 au 30 avril 1996.
Tsultrim Sangpo est le commissaire électoral en chef du 1er janvier 1996 au 30 juillet 1998.
La commission et 65 banches locales à travers le monde supervisent l'ensemble des élections au sein du gouvernement tibétain en exil, telles que les élections législatives, des assemblées locales, et du Kashag.
En 2003, Namgyal Dorjee Teykhang nommé par le 14e dalaï-lama commissaire électoral en chef se rend à Washington pour rencontrer des membres de la communauté tibétaine et des experts électoraux américains. 
Ngamdrung Tashi Phuntsok est le commissaire électoral en chef du 5 octobre 2004 au 5 octobre 2009.
En 2009, Jamphel Choesang est nommé commissaire électoral en chef, tandis que Geshe Rigzin Choedak et Chutpar Yangkho Gyal sont les commissaires électoraux adjoints.
En septembre 2014, lors de la 8e session de la 15e législature tibétaine, Sonam Choephel Shosur est élu commissaire électoral en chef par le Parlement tibétain en exil
En 2016, Sonam Choephel Shosur est commissaire électoral en chef, et Tempa Tashi et Tenzin Choephel sont les commissaires électoraux adjoints. 
En 2019, Wangdu Tsering Pesur est élu commissaire électoral en chef. 
Le 28 juillet 2020, geshema Delek Wangmo et Sonam Gyaltsen sont les deux commissaires électoraux adjoints élus pour superviser les procédures électorales tibétaines de 2021, par le comité permanent de la 16e Assemblée tibétaine.
En septembre 2024, Lobsang Yeshi est élu commissaire électoral en chef par la 17e assemblée du Parlement tibétain en exil.